# Lashly Glacier
Lashly Glacier är en glaciär i Antarktis. Den ligger i Östantarktis. Australien gör anspråk på området. Lashly Glacier ligger 2 152 meter över havet.
Terrängen runt Lashly Glacier är platt åt sydväst, men åt nordost är den kuperad. Trakten är obefolkad. Det finns inga samhällen i närheten. 